# Ngawang Jampal Delek Gyatso
Ngawang Jampel Delek Gyatsho (tibétain : དེ་མོ་ཧོ་ཐོག་ཐུ་ངག་དབང་འཇམ་དཔལ་བདེ་ལེགས་རྒྱ་མཚོ, Wylie : de mo ho thog thu ngag dbang 'jam dpal bde legs rgya mtsho, THL : demo hotoktu ngawang jampal delek gyatso ; chinois : 德木·阿旺绛白德勒嘉措), né en 1723 et mort le 1er mars 1777, est un tulkou et le régent du Tibet sous la tutelle de la dynastie Qing, de 1757 à 1777, des années 22 à 42 de l'empereur Qianlong.
Il est le 6e Demo Rinpoché de l'école gélug du bouddhisme tibétain. Il officie entre le règne de Kelzang Gyatso, 7e dalaï-lama (vie, 1708–1757) et de Jamphel Gyatso, 8e dalaï-lama (vie, 1758–1804).

## Biographie
En 1756, le 7e dalaï-lama se retire du monde. Il meurt l'année suivante, Demo Ngawang Jambai Deleg Gyamtso, alors tulkou, est nommé régent par l'empereur Qianlong en attendant la majorité du prochain dalaï-lama. Ce sera le début d'un système bien établi où chaque régent sera obligatoirement un tulkou[source insuffisante].
À la mort du 7e dalaï-lama, Démo Délek Gyatso est choisi par des chefs religieux et temporelles tibétains, dont le Kashag qui décide de ne pas  gouverner mais de nommer un régent. Démo Délek Gyatso, moine de Drépung dirigeait alors le monastère de Tengyeling. Il avait été un disciple du 7e dalaï-lama. Il devient le premier régent (gyaltsab). 
Démo Délek Gyatso a identifié le  8e dalaï-lama. Il a dirigé la cérémonie de son intronisation en 1762 au Potala. Il a supervisé son éducation. 
Il est mort le 1er mars 1777. 
Sa réincarnation a écrit la biographie du 8e dalaï-lama.